# Thangorodrim
Thangorodrim (též „Hory útlaku“) je místo ve Středozemi během Prvního věku. Byly to štíty tří sopek, které vztyčil Morgoth nad svojí pevností Angband v Železných horách. Štíty byly viditelné z hraničních hor Noldorských říší, okolo nich byly kouřové výpary, které bránily Noldor vidět, co se děje v bezprostřední blízkosti pevnosti a také fungovaly jako pece pro Morgothovy kováře.
Nějaký čas žili na jejich vrcholcích Orli, ale v průběhu prvního věku se přesunuli na Crissaegrim blízko Gondolinu.
Na úpatí jižní strany středního štítu byla Velká bránu Angbandu, hluboky kaňon vedoucí do hory lemovaný věžemi a pevnostmi. Také tam bylo několik tajných bran roztroušených po stranách hor skrz které mohli Morgothovi vojáci vyběhnout na nepřátele zezadu a překvapit je.
V Thangorodrim se shromažďovala Morgothova vojska a on je poté vysílal do války proti elfům a jejich spojencům. Po návratu Noldor z Amanu byl na stěně jednoho ze štítu pověšen za ruku upoutanou v okovech Maedhros, syn Feanora. Byl osvobozen Fingonem, který mu pro osvobození z okovů byl nucen useknout ruku v zápěstí a poté byli odneseni orlem Thorondorem.
Thangorodrim byly zničeny ve Válce hněvu na konci prvního věku pádem draka Ancalagona Černého a už nebyly nikdy obnoveny.